# Íduna

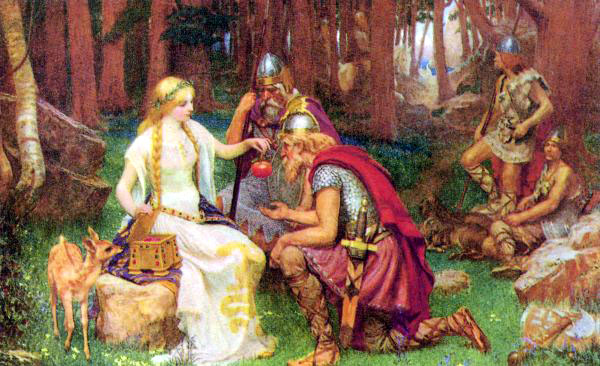
Íduna i les pomes (1890) de J. Doyle Penrose

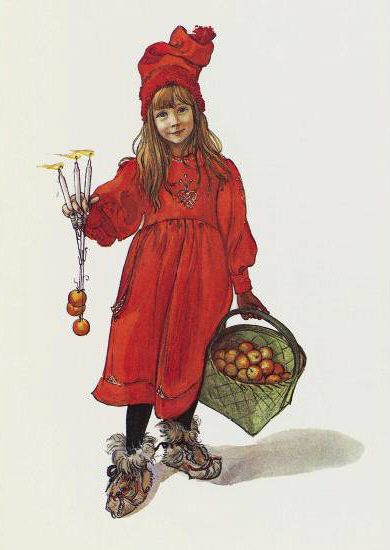
Pintura de Carl Larsson (1853–1919)

Íduna, Ídun o Idunna (en norrè, Iðunn amb el significat més probable de "sempre jove"; en llatí, Idunna) és una de les deesses anses de la mitologia nòrdica. Íduna només apareix en l'Edda poètica, compilada al segle xiii d'antigues fonts tradicionals, i en l'Edda prosaica, escrita en el mateix segle per Snorri Sturluson. En totes dues fonts, la descriu com l'esposa del déu Bragui, i en l'Edda poètica se li dona també el rol de guardiana de les pomes que donen als déus l'eterna joventut.